# Trachelostylidae
Famille
Les Trachelostylidae sont une famille de Ciliés de la classe des Hypotrichea et de l’ordre des Urostylida.

## Étymologie
Le nom de la famille vient du genre type Trachelostyla, dérivé du grec τραχελ / trachel, « cou », et de στυλοσ / stylos, colonne, littéralement « cou en forme de colonne », en référence à la forme de la partie antérieur de ce cilié.

## Description
Le genre type Trachelostyla présente la particularité d'avoir une partie rétrécie en forme de cou. En dehors des deux rangs marginaux de cils, il n'y a pas de rangs antérieurs fermés et de même (sauf peut-être 2 très petits cirres devant le premier rang) pas de cils antérieurs isolés. Les cirres frontaux sont assez nombreux ; une série de cils transversaux existent.
Dans la baie de Kiel, Alfred Kahl déclare avoir parfois « récolté des formes géantes dans lesquelles le corps, fortement granulé, était extraordinairement agrandi par rapport à la partie relativement faible du cou ».

## Habitat et répartition
Alfred Kahl a récolté l'espèce type Trachelostyla pediculiformis notamment en Mer Baltique, dans des marais salants, en mer du Nord, en Atlantique et en Méditerranée.
La famille des Trachelostylidae est largement répartie à travers le globe.

## Liste des genres
Selon GBIF (30 mars 2023) :
- Cotterillia
- Spirotrachelostyla Gong, Song, Li, Shao & Chen, 2006
- Trachelostyla Borror, 1972 genre type
  - Espèce type : Trachelostyla pediculiformis (Cohn, 1866) Borror, 1972
  - Synonyme : Stichochaeta pediculiformis Cohn, 1866
- Urosoma Kowalewski, 1882

## Systématique
Le nom valide de ce taxon est Trachelostylidae Small & Lynn, 1985.